# Qualificazioni al campionato mondiale di calcio 2026 - CONCACAF - terza fase

## Risultati

### Gruppo A
| Pos. | Squadra     | Pt | G | V | N | P | GF | GS | DR |
| ---- | ----------- | -- | - | - | - | - | -- | -- | -- |
| 1.   | Panama      | 0  | 0 | 0 | 0 | 0 | 0  | 0  | 0  |
| 2.   | El Salvador | 0  | 0 | 0 | 0 | 0 | 0  | 0  | 0  |
| 3.   | Guatemala   | 0  | 0 | 0 | 0 | 0 | 0  | 0  | 0  |
| 4.   | Suriname    | 0  | 0 | 0 | 0 | 0 | 0  | 0  | 0  |

| Paramaribo 4 settembre 2025, ore 20:30 UTC-3 | Suriname | – referto | Panama | Dr. Ir. Franklin Essed Stadion |

| Città del Guatemala 4 settembre 2025, ore 20:00 UTC-6 | Guatemala | – referto | El Salvador | Estadio Cementos Progreso |

| San Salvador 8 settembre 2025, ore 18:30 UTC-6 | El Salvador | – referto | Suriname | Estadio Cuscatlán |

| Panama 8 settembre 2025, ore 20:30 UTC-5 | Panama | – referto | Guatemala | Stadio Rommel Fernández |

| 10 ottobre 2025 | El Salvador | – referto | Panama |  |

| 10 ottobre 2025 | Suriname | – referto | Guatemala |  |

| 14 ottobre 2025 | Panama | – referto | Suriname |  |

| 14 ottobre 2025 | El Salvador | – referto | Guatemala |  |

| 13 novembre 2025 | Guatemala | – referto | Panama |  |

| 13 novembre 2025 | Suriname | – referto | El Salvador |  |

| 18 novembre 2025 | Panama | – referto | El Salvador |  |

| 18 novembre 2025 | Guatemala | – referto | Suriname |  |

### Gruppo B
| Pos. | Squadra           | Pt | G | V | N | P | GF | GS | DR |
| ---- | ----------------- | -- | - | - | - | - | -- | -- | -- |
| 1.   | Giamaica          | 0  | 0 | 0 | 0 | 0 | 0  | 0  | 0  |
| 2.   | Curaçao           | 0  | 0 | 0 | 0 | 0 | 0  | 0  | 0  |
| 3.   | Trinidad e Tobago | 0  | 0 | 0 | 0 | 0 | 0  | 0  | 0  |
| 4.   | Bermuda           | 0  | 0 | 0 | 0 | 0 | 0  | 0  | 0  |

| Devonshire 5 settembre 2025, ore 19:00 UTC-3 | Bermuda | – referto | Giamaica | Bermuda National Stadium |

| Port of Spain 5 settembre 2025, ore 20:00 UTC-4 | Trinidad e Tobago | – referto | Curaçao | Hasely Crawford Stadium |

| Kingston 9 settembre 2025, ore 19:00 UTC-5 | Giamaica | – referto | Trinidad e Tobago | Independence Park |

| Willemstad 9 settembre 2025, ore 20:00 UTC-4 | Curaçao | – referto | Bermuda | Ergilio Hato Stadium |

| 10 ottobre 2025 | Curaçao | – referto | Giamaica |  |

| 10 ottobre 2025 | Bermuda | – referto | Trinidad e Tobago |  |

| 14 ottobre 2025 | Giamaica | – referto | Bermuda |  |

| 14 ottobre 2025 | Curaçao | – referto | Trinidad e Tobago |  |

| 13 novembre 2025 | Trinidad e Tobago | – referto | Giamaica |  |

| 13 novembre 2025 | Bermuda | – referto | Curaçao |  |

| 18 novembre 2025 | Giamaica | – referto | Curaçao |  |

| 18 novembre 2025 | Trinidad e Tobago | – referto | Bermuda |  |

### Gruppo C
| Pos. | Squadra    | Pt | G | V | N | P | GF | GS | DR |
| ---- | ---------- | -- | - | - | - | - | -- | -- | -- |
| 1.   | Costa Rica | 0  | 0 | 0 | 0 | 0 | 0  | 0  | 0  |
| 2.   | Honduras   | 0  | 0 | 0 | 0 | 0 | 0  | 0  | 0  |
| 3.   | Haiti      | 0  | 0 | 0 | 0 | 0 | 0  | 0  | 0  |
| 4.   | Nicaragua  | 0  | 0 | 0 | 0 | 0 | 0  | 0  | 0  |

| Willemstad 5 settembre 2025, ore 20:00 UTC-4 | Haiti | – referto | Honduras | Ergilio Hato Stadium |

| Managua 5 settembre 2025, ore 20:00 UTC-6 | Nicaragua | – referto | Costa Rica | Nicaragua National Football Stadium |

| San José 9 settembre 2025, ore 20:00 UTC-6 | Costa Rica | – referto | Haiti | Stadio Nazionale della Costa Rica |

| Tegucigalpa 9 settembre 2025, ore 20:00 UTC-6 | Honduras | – referto | Nicaragua | Stadio Nazionale Chelato Uclés |

| 9 ottobre 2025 | Honduras | – referto | Costa Rica |  |

| 9 ottobre 2025 | Nicaragua | – referto | Haiti |  |

| 13 ottobre 2025 | Costa Rica | – referto | Nicaragua |  |

| 13 ottobre 2025 | Honduras | – referto | Haiti |  |

| 13 novembre 2025 | Haiti | – referto | Costa Rica |  |

| 13 novembre 2025 | Nicaragua | – referto | Honduras |  |

| 18 novembre 2025 | Costa Rica | – referto | Honduras |  |

| 18 novembre 2025 | Haiti | – referto | Nicaragua |  |

### Raffronto tra le seconde classificate
| Pos. | Squadra | Pt | G | V | N | P | GF | GS | DR |
| ---- | ------- | -- | - | - | - | - | -- | -- | -- |
| 1.   |         | 0  | 0 | 0 | 0 | 0 | 0  | 0  | 0  |
| 2.   |         | 0  | 0 | 0 | 0 | 0 | 0  | 0  | 0  |
| 3.   |         | 0  | 0 | 0 | 0 | 0 | 0  | 0  | 0  |